# Horqueta (islas Malvinas)
Horqueta (en inglés: Orqueta) es un establecimiento ubicado en el centro norte de Lafonia, en la isla Soledad, Islas Malvinas, sobre el arroyo Horqueta y al oeste de la ría Bodie. El topónimo en inglés malvinense de Horqueta ("Orqueta") se remonta a los gauchos rioplatenses que habitaron el área hacia mediados del siglo XIX y hace referencia a la Paspalum notatum.